# Xã Fairbank, Quận Buchanan, Iowa
Xã Fairbank (tiếng Anh: Fairbank Township) là một xã thuộc quận Buchanan, tiểu bang Iowa, Hoa Kỳ. Năm 2010, dân số của xã này là 1.831 người.